# Oscaruddelingen 2012
Oscaruddelingen 2012, var den 84. udgave af oscaruddelingen. Uddelingen fandt sted 26. februar 2012 i Dolby Theatre (tidligere Kodak Theatre) i Hollywood. Ved prisfesten blev der uddelt oscarstatuetter til de film-, skuespil- og tekniske præstationer fra 2011, der var fundet værdige af Academy of Motion Picture Arts and Sciences. Skuespilleren Billy Crystal var vært for niende gang.
Oprindeligt skulle prisuddelingen have været produceret af Brett Ratner og have Eddie Murphy som vært, men efter nogle homofobiske udtalelser af Ratner i forbindelse med promoveringen af filmen Tower Heist, trak først han og siden Murphy sig fra deres pladser. Ratner blev erstattet af Brian Grazer, og Crystal erstattede Murphy.
The Artist var den første stumfilm, der vandt en Oscar for bedste film siden Oscaruddelingen 1929. Christopher Plummer blev i en alder af 82 den ældste skuespiller nogensinde, der har vundet en Oscar.
I Danmark blev uddelingen vist på TV 2 Film, hvor værten var Paprika Steen.

## Priser
Modtagere af priser:
| Bedste film præsenteret af Tom Cruise | Bedste instruktør præsenteret af Michael Douglas |
| --- | --- |
| - The Artist - The Descendants - Ekstremt højt og utrolig tæt på - Niceville - Hugo - Midnight in Paris - Moneyball - The Tree of Life - War Horse | - Michel Hazanavicius – The Artist - Woody Allen – Midnight in Paris - Terrence Malick – The Tree of Life - Alexander Payne – The Descendants - Martin Scorsese – Hugo |
| Bedste mandlige hovedrolle præsenteret af Natalie Portman | Bedste kvindelige hovedrolle præsenteret af Colin Firth |
| - Jean Dujardin – The Artist - Demián Bichir – A Better Life - George Clooney – The Descendants - Gary Oldman – Dame, konge, es, spion - Brad Pitt – Moneyball | - Meryl Streep – Jernladyen - Glenn Close – Albert Nobbs - Viola Davis – Niceville - Rooney Mara – The Girl with the Dragon Tattoo - Michelle Williams – My Week with Marilyn |
| Bedste mandlige birolle præsenteret af Melissa Leo | Bedste kvindelige birolle præsenteret af Christian Bale |
| - Christopher Plummer – Beginners - Kenneth Branagh – My Week with Marilyn - Jonah Hill – Moneyball - Nick Nolte – Warrior - Max von Sydow – Ekstremt højt og utrolig tæt på | - Octavia Spencer – Niceville - Bérénice Bejo – The Artist - Jessica Chastain – Niceville - Melissa McCarthy – Brudepiger - Janet McTeer – Albert Nobbs |
| Bedste originale manuskript præsenteret af Angelina Jolie | Bedste filmatisering præsenteret af Angelina Jolie |
| - Midnight in Paris – Woody Allen - The Artist – Michel Hazanavicius - Brudepiger – Kristen Wiig og Annie Mumolo - Margin Call – J.C. Chandor - Nader og Simin - en seperation – Asghar Farhadi | - The Descendants – Alexander Payne, Nat Faxon og Jim Rash - Hugo – John Logan - The Ides of March – George Clooney, Grant Heslov og Beau Willimon - Moneyball – Steven Zaillian, Aaron Sorkin og Stan Chervin - Dame, konge, es, spion – Bridget O'Connor og Peter Straughan |
| Bedste animationsfilm præsenteret af Chris Rock | Bedste udenlandske film præsenteret af Sandra Bullock |
| - Rango – Gore Verbinski - En kat i Paris – Alain Gagnol og Jean-Loup Felicioli - Chico & Rita – Fernando Trueba og Javier Mariscal - Kung Fu Panda 2 – Jennifer Yuh Nelson - Den bestøvlede kat – Chris Miller | - Nader og Simin - en seperation ( Iran) – Asghar Farhadi - Rundskop ( Belgium) – Michaël R. Roskam - Hearat Shulayim ( Israel) – Joseph Cedar - W ciemności ( Polen) – Agnieszka Holland - Monsieur Lazhar ( Canada) – Philippe Falardeau |
| Bedste dokumentar præsenteret af Robert Downey Jr. og Gwyneth Paltrow | Bedste korte dokumentar præsenteret af Melissa McCarthy og Rose Byrne |
| - Undefeated – TJ Martin, Dan Lindsay og Richard Middlemas - Hell and Back Again – Danfung Dennis og Mike Lerner - If a Tree Falls: A Story of the Earth Liberation Front – Marshall Curry og Sam Cullman - Paradise Lost 3: Purgatory – Joe Berlinger og Bruce Sinofsky - Danselegenden Pina – Wim Wenders og Gian-Piero Ringel | - Saving Face – Daniel Junge og Sharmeen Obaid-Chinoy - The Barber of Birmingham: Foot Soldier of the Civil Rights Movement – Robin Fryday og Gail Dolgin - God Is the Bigger Elvis – Rebecca Cammisa og Julie Anderson - Incident in New Baghdad – James Spione - The Tsunami and the Cherry Blossom – Lucy Walker og Kira Carstensen |
| Bedste kortfilm præsenteret af Kristen Wigg og Maya Rudolph | Bedste korte animationsfilm præsenteret af Wendi McLendon-Covey og Ellie Kemper |
| - The Shore – Terry George og Oorlagh George - Pentecost – Peter McDonald og Eimear O'Kane - Raju – Max Zähle og Stefan Gieren - Time Freak – Andrew Bowler og Gigi Causey - Tuba Atlantic – Hallvar Witzø | - The Fantastic Flying Books of Mr. Morris Lessmore – William Joyce og Brandon Oldenburg - Dimanche – Patrick Doyon - La Luna – Enrico Casarosa - A Morning Stroll – Grant Orchard og Sue Goffe - Wild Life – Amanda Forbis og Wendy Tilby |
| Bedste musik præsenteret af Owen Wilson og Penelope Cruz | Bedste sang præsenteret af Will Ferrell og Zach Galifianakis |
| - The Artist – Ludovic Bource - Tintin: Enhjørningens hemmelighed – John Williams - Hugo – Howard Shore - Dame, konge, es, spion – Alberto Iglesias - War Horse – John Williams | - "Man or Muppet" fra The Muppets – Bret McKenzie - "Real in Rio" fra Rio – Sérgio Mendes, Carlinhos Brown og Siedah Garrett |
| Bedste lydredigering præsenteret af Tina Fey og Bradley Cooper | Bedste lyd præsenteret af Tina Fey og Bradley Cooper |
| - Hugo – Philip Stockton og Eugene Gearty - Drive – Lon Bender og Victor Ray Ennis - The Girl with the Dragon Tattoo – Ren Klyce - Transformers: Dark of the Moon – Ethan Van der Ryn og Erik Aadahl - War Horse – Richard Hymns og Gary Rydstrom                                                                                | - Hugo – Tom Fleischman og John Midgley - The Girl with the Dragon Tattoo – David Parker, Michael Semanick, Ren Klyce og Bo Persson - Moneyball – Deb Adair, Ron Bochar, David Giammarco og Ed Novick - Transformers: Dark of the Moon – Greg P. Russell, Gary Summers, Jeffrey J. Haboush og Peter J. Devlin - War Horse – Gary Rydstrom, Andy Nelson, Tom Johnson and Stuart Wilson                                                                    |
| Bedste scenografi præsenteret af Tom Hanks | Bedste fotografering præsenteret af Tom Hanks |
| - Hugo – Dante Ferretti og Francesca Lo Schiavo - The Artist – Laurence Bennett and Robert Gould - Harry Potter og Dødsregalierne - del 2 – Stuart Craig og Stephanie McMillan - Midnight in Paris – Anne Seibel og Hélène Dubreuil - War Horse – Rick Carter og Lee Sandales                                                    | - Hugo – Robert Richardson - The Artist – Guillaume Schiffman - The Girl with the Dragon Tattoo – Jeff Cronenweth - The Tree of Life – Emmanuel Lubezki - War Horse – Janusz Kamiński |
| Bedste make-up præsenteret af Cameron Diaz og Jennifer Lopez | Bedste kostumer præsenteret af Cameron Diaz og Jennifer Lopez |
| - Jernladyen – Mark Coulier og J. Roy Helland - Albert Nobbs – Martial Corneville, Lynn Johnson og Matthew W. Mungle - Harry Potter og Dødsregalierne - del 2 – Nick Dudman, Amanda Knight og Lisa Tomblin | - The Artist – Mark Bridges - Anonymous – Lisy Christl - Hugo – Sandy Powell - Jane Eyre – Michael O'Connor - W.E. – Arianne Phillips |
| Bedste klipning præsenteret af Tina Fey og Bradley Cooper | Bedste visuelle effekter præsenteret af Ben Stiller og Emma Stone |
| - The Girl with the Dragon Tattoo – Angus Wall og Kirk Baxter - The Artist – Anne-Sophie Bion and Michel Hazanavicius - The Descendants – Kevin Tent - Hugo – Thelma Schoonmaker - Moneyball – Christopher Tellefsen | - Hugo – Rob Legato, Joss Williams, Ben Grossmann og Alex Henning - Harry Potter og Dødsregalierne - del 2 – Tim Burke, David Vickery, Greg Butler og John Richardson - Real Steel – Erik Nash, John Rosengrant, Danny Gordon Taylor og Swen Gillberg - Rise of the Planet of the Apes – Joe Letteri, Dan Lemmon, R. Christopher White og Daniel Barrett - Transformers: Dark of the Moon – Scott Farrar, Scott Benza, Matthew E. Butler og John Frazier |

## Ærespriser
Akademiet afholdte sin tredje årlige Governors Awards-ceremoni 12. november 2011, hvor følgende priser blev delt ud:

### Æresoscar
- James Earl Jones
- Dick Smith

### Jean Hersholts humanitære pris
- Oprah Winfrey